# Скампитела
Скампитѐла (на италиански: Scampitella; на неаполитански: Scampitedd', Скампътедъ) е село и община в Южна Италия, провинция Авелино, регион Кампания. Разположено е на 775 m надморска височина. Населението на общината е 1279 души (към 2011 г.).